# Coppa del Re 2022 (hockey su pista)
La Coppa del Re 2022 è stata la 78ª edizione della principale coppa nazionale spagnola di hockey su pista. La competizione ha avuto luogo con la formula della final eight dal 5 al 8 maggio 2022 presso il Pavelló Onze de Setembre di Lleida.
Il trofeo è stato conquistato dal Barcellona per la ventiquattresima volta nella sua storia superando in finale il Reus Deportiu.

## Squadre partecipanti
Le squadre qualificate sono le prime otto classificate al termine del girone di andata dell'OK Liga 2021-2022. 
| Club            | Qualificazione                             |
| --------------- | ------------------------------------------ |
| Barcellona      | 1º posto nel girone di andata dell'Ok Liga |
| Deportivo Liceo | 2º posto nel girone di andata dell'Ok Liga |
| Lleida          | 3º posto nel girone di andata dell'Ok Liga |
| Noia            | 4º posto nel girone di andata dell'Ok Liga |
| Reus Deportiu   | 5º posto nel girone di andata dell'Ok Liga |
| Calafell        | 6º posto nel girone di andata dell'Ok Liga |
| Caldes          | 7º posto nel girone di andata dell'Ok Liga |
| PAS Alcoy       | 8º posto nel girone di andata dell'Ok Liga |

## Risultati

### Quarti di finale
| Squadra 1       | Risultato | Squadra 2     |
| --------------- | --------- | ------------- |
| 5 maggio 2022   |           |               |
| Noia            | 4 - 0     | PAS Alcoy     |
| Barcellona      | 5 - 2     | Caldes        |
| 6 maggio 2022   |           |               |
| Deportivo Liceo | 1 - 4     | Reus Deportiu |
| Lleida          | 4 - 3     | Calafell      |

### Semifinali
| Squadra 1     | Risultato | Squadra 2  |
| ------------- | --------- | ---------- |
| 7 maggio 2022 |           |            |
| Noia          | 1 - 2     | Barcellona |
| Reus Deportiu | 3 - 2     | Lleida     |

### Finale
| Lleida 8 maggio 2022 | Barcellona | 4 – 0 | Reus Deportiu | Pavelló Onze de Setembre |